# Ingeborg Sjöqvist
Ingeborg Maria Sjöqvist (verheiratet Sjöqvist-Ingers, Spitzname Kickan; * 19. April 1912 in Kalmar; † 22. November 2015) war eine schwedische Wasserspringerin. Sie ist die Schwester von Lala Sjöqvist, die ebenfalls eine erfolgreiche Wasserspringerin war.

## Leben
Sjöqvist gehörte dem Schwimmverein Kalmar SS an. Bei den Olympischen Sommerspielen 1932 in Los Angeles belegte sie im Turmsprungwettbewerb den vierten Platz hinter den drei Medaillengewinnerinnen aus den USA. Sie war die einzige Frau im schwedischen Olympiateam. Vier Jahre später erreichte sie bei den Spielen in Berlin in derselben Disziplin den neunten Platz. Ihre größten Erfolge feierte sie bei den Schwimmeuropameisterschaften: Sowohl 1931 als auch 1934 gewann sie die Silbermedaille vom 10-m-Turm. 
Später arbeitete sie als Volksschullehrerin und Vereinssekretärin. Seit 1939 war sie mit Lennart Ingers verheiratet, mit dem sie drei Kinder hatte. Das Paar lebte in Rydebäck in der Gemeinde Helsingborg. Nach dem Tod von Guo Jie am 15. November 2015 war sie für eine Woche die älteste noch lebende Olympiateilnehmerin.